# Die Abschlussklasse
Die Abschlussklasse war eine Pseudo-Doku über den Alltag von Abiturienten, die 2003 zunächst als Abschlussklasse 03 ausgestrahlt wurde. Sie war anfangs Teil der ProSieben-Talkshow Arabella, in der die Laiendarsteller ihre Erlebnisse kommentierten und als authentisch ausgaben.
Insgesamt entstanden die vier Staffeln Abschlussklasse 2003 bis Abschlussklasse 2006. Die Figuren waren später in Freunde – Das Leben beginnt und Freunde – Das Leben geht weiter zu sehen, wobei das Ensemble aber stark rotierte.
Beide Reihen wurden am 17. Februar 2006 zuletzt ausgestrahlt und aufgrund niedriger Zuschauerquoten abgesetzt.
Ab dem 27. Juni 2005 liefen Wiederholungen freitags um 20:00 Uhr bei VIVA. Am 29. Januar 2009 strahlte der Musiksender VIVA die letzte Folge aus. Kurzzeitig zeigte ProSieben ab Juli 2009 Wiederholungen der Abschlussklasse. 2019 produzierte Tresor TV die Neuauflage Krass Abschlussklasse für RTL II.
Besetzung
- Stephanie Fröba: Olivia „Oli“ Richter (2003–2005)
- Sebastian Jäger: Robert Thomas „Rob“ Reiter (2003–2006)
- Nina Reithmeier: Jutta Mahler (2003–2005)
- Amir Arul: Selim (2004–2005)
- Iris Aschenbrenner: Thereza (2004–2005)
- Giorgia Boschetto: Nina (2004)
- Tomislav Dominkovic: David (2004)
- Carina Ertl: Melanie (2004–2006)
- Simon Janik: Pepe (2004)
- Alexander Kaffl: Stefan „Spike“ Spindler (2003–2006)
- Sascha Kienzle: Nick Steinberger (2003–2006)
- Laura Kunz: Verena Fichtel (2003–2004)
- Sandra Lehmann: Petra Ambacher (2003–2006)
- Tobias Mang: Julian Hiemer (2003–2005)
- Leander Marxer: Manni (2003–2006)
- Kristin Naefe: Susa (2003–2004)
- Natalie Puhlmann: Franziska „Franzi“ Kronenberg (2003–2006)
- Matthias Sandmann: Jojo (2004)
- Volker Trautmann: Matze (2004–2005)
- Kerstin Ried: Angie (2006)
- Noah Matheis: Björn (2006)
- Maximilian Merseny: Mitch (2006)
- Kathrin Strauss: Dana (2004–2006)
- Victoria Mittler: Vanessa (2006)
- Stefan Sellwich: Florian (2006)
- Natalie Parry: Isi (2003–2006)
- Caroline Kupezyk: Jackie (2006)
- Karoline Kreis: Julia (2006)
- Moritz Zwer: Jürgen (2003–2006)
- Holger März: Moritz (2006)
- Tim Wenczeler: Oliver (2005–2006)
- Alexander Landsberger: Walter
- Thore Jarosch: Phil (2006)
- Ralf Grapenthin: Basti (2006)
- Carmen Franjkovie: Steffi (2006)
- Nina Papadopoulou: Tina (2006)
- Axel Fischer: Axel (2006)
- Julia Rauter: Jessica „Jessy“ Richter (2005–2006)
- Cornelia Manz: Nicola „Nico“ Flemming (2005–2006)
- Jessy-Bruce Triplett-Arestirado: Luis (2005)
- Jana Wall: Ella (2005)
- Katerina Janska: Anna (2005)
- Ulrike Horn: Yvonne (2005)
- Natalia Makushova: Sandra (2005)
- Bernhard Labermeier: Sam (2005)
- Iris Quaas: Mona (2005)
- Max Alberti: Chris Kallmeyer (2003–2006)
- Cedric Joseph Asborth: Benny (2005)
- Alexander Zollinger: Boris (2005)
- Andres Damm: Carsten (2005)
- Armin Vogelsberger: Daniel (2005)
- Serkan Ercegiz: Ibo (2005)
- Wolf Rittershofer: Ralf (2005)
- Safive Tokmak: Maria (2005)